# Ilsington
Ne doit pas être confondu avec Islington.
Ilsington est un village et une paroisse civile du Devon, situé dans l'Angleterre du Sud-Ouest, à l'extrémité du Dartmoor. Il est l'un des plus grands du comté (celui-ci contenant les villages de Ilsington, Haytor Vale, et Liverton. Il est mentionné dans le Domesday Book.

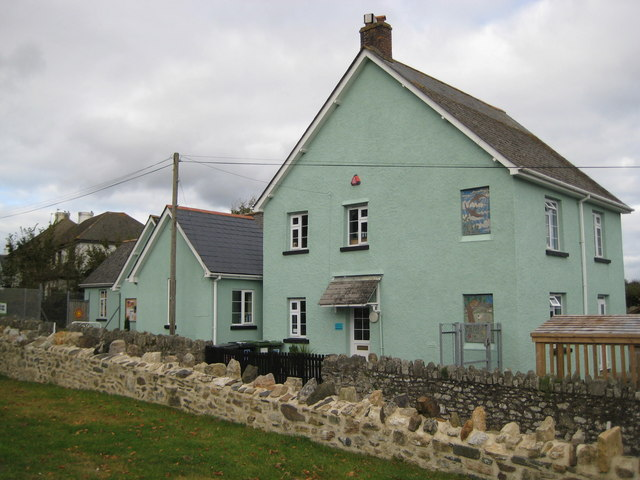
Ecole primaire d'Ilsington.

## Histoire
Les premières implantation à Islington remontent à l'ère préhistorique et il est connu pour avoir été une paroisse depuis au moins le XIe siècle (première église datant de cette date).
En dehors de son histoire agricole, l'archéologie industrielle de Ilsington reflète des XVIIIe et XIXe siècles. La mine d'étain de l'Atlas et de mine de fer de Smallacombe étaient de grandes entreprises locales. À proximité, au Haytor, le granit a été extrait et transporté vers le Canal Stover au Ventiford, Teigngrace, sur le Haytor Granite Tramway, la route qui est désormais commémoré dans le sentier Templer Way. Haytor granit a été utilisé dans la construction de nombreuses structures civiles, y compris London Bridge, sur la Tamise à Londres.
Aujourd'hui, le village possède un pub (The Carpenters Arms) et un hôtel (The Ilsington Hotel). Les écoles de cette paroisse sont en pleines construction.
Le livre de l'histoire de Ilsington le plus récent est Le Livre de Ilsington : il contient l'histoire illustrer de cette paroisse. Il a été écrit par Dick Wills, qui a vécu ici toute sa vie, et qui a été la 14e génération de la famille Wills. Il est mort peu de temps après la publication de son livre.

## Jumelage
Brasparts (France).

### Personnalité né à Ilsington
- John Ford, poète et dramaturge, né en 1586.